# اچ‌ام‌اس بلنهایم (۱۷۶۱)
اچ‌ام‌اس بلنهایم (۱۷۶۱) (به انگلیسی: HMS Blenheim (1761)) یک کشتی بود که طول آن ۱۷۶ فوت ۱ اینچ (۵۳٫۶۷ متر) بود. این کشتی در سال ۱۷۶۱ ساخته شد.